# 上海市社会保険基金事件
上海市社会保険基金事件とは、2006年に発覚した、上海市の幹部と企業の役員多数が、社会保障基金を私的流用し逮捕・起訴された事件である。中央政治局委員が起こした、大きな腐敗事件であった。

## 概要
この事件で逮捕された者は、中共中央政治局委員、上海市委書記陳良宇、上海市宝山区区長秦裕、上海市社会保障局局長祝均一、国家統計局局長の邱暁華等である。
陳が実業家である周正毅から受け取った賄賂等も含めた不正蓄財が40億円にのぼることが明らかになった。　

## 経過
2006年初め、当時の副総理であった黄菊が悪性腫瘍のため休職中に、中共中央が調査を開始した。同年6月には、中央紀律委員会の職員が事件捜査のため上海に派遣され、7月、上海市財政局長・上海市統計局長の事情聴取を行った。
7月17日、江蘇創立沸点投資発展有限公司社長の張栄坤と上海市社保局長の祝均一が取り調べを受けた。捜査の過程で、張栄坤が、上海電気の株券を違法に取得していたことが判明した。8月中旬、上海電気会長の王成明、副会長の韓国璋が紀律違反のため紀律委員会の調査を受けた。
8月24日、陳良宇の元秘書である、上海市宝山区区長の秦裕が新に事情聴取をされ、更には、新黄浦集団社長の呉明烈が失職した。
9月24日、中共中央が陳良宇を重大な規律違反のため、上海市委書記職の解任を決定した。陳が失職後、上海市委秘書長・孫路一、長寧区区長・陳超賢、上海市国資委主任・凌宝亨、劉紅薇、韓方河、郁知非、薛全栄等の市政府幹部が逮捕された。
2007年1月28日、上海市市長韓正が、流用された社会保険基金の資金を全部回収されたと述べた。
2007年4月、黄の側近である姜亜新・前黄浦区区長が更迭された。不正融資には黄の夫人の関与も取りざたされる。
2007年6月2日、中国国務院副総理の黄菊が死去してほどなくして、弁公室主任・王維工が逮捕された。

## 裁判
公判は、北京、上海、長春と安徽合肥で行われた。

### 北京
邱暁華は重婚罪と収賄罪で2007年3月、懲役一年の実刑判決を受け収監された。2008年満期出所した。

### 上海
10の事案で11人が公判を受けた。
- 収賄罪に問われた、上海工業投資（集団）公司、財務部経理であった李易曾は約500万元を受け取ったとし、2007年9月26日、懲役15年の実刑判決を言い渡された。
- 上海工投社長の王国雄は500万元を受け取った収賄罪で、2007年9月26日に無期懲役の判決が下された。
- 上海市国資委主任の凌宝亨は約50万元を受け取り収賄罪に問われた。2007年9月25日に懲役8年の実刑判決を言い渡された。
- 上海市国資委副主任呉鴻玫は196万元を受け取った。2007年9月25日、懲役11年の実刑判決を言い渡された。
- 上海海欣集団有限公司副社長の沈岩は収賄罪で約70万元余りを受け取ったとして、2007年9月26日に懲役3年を言い渡された。
- 上海電気資産管理有限公司投資管理部副部長の程彦は収賄罪。5万元香港ドルと、13.2万元の人民幣を受け取ったとして、2007年9月26日懲役3年、執行猶予5年を言い渡された。
- 上海電気資産管理有限公司副社長の徐衛は収賄罪に問われた。39.2万元人民幣を受け取り、2007年9月26日、懲役7年を言い渡された。
- 上海市房地産管理局土地利用管理処処長の朱文錦は、不法に土地を収用した罪（土地価格が400多万元人民幣）、に問われ、2007年9月26日懲役15年を言い渡された。
- 華安基金総経理の韓方河、上海海欣集団有限公司社長の袁永林の二名は収賄罪に問われた。韓方河は400余万元、袁永林100余万元を受け取り、更には、不法に株価の操作を行った罪に問われ、2007年9月26日、韓方河は懲役18年、袁永林は懲役8年の実刑判決を言い渡された。

### 長春
- 新黄浦集団会長の呉明烈は収賄罪に問われ1000万人民幣を受け取り、2007年9月23日、無期懲役の判決を受けた。
- 中国華聞投資控股有限公司常務副社長の王政は贈賄罪に問われた。呉明烈に1000万元を贈与したとされる。2007年9月23日、懲役3年を言い渡された。
- 上海電気（集団）有限公司副社長の韓国璋は600多万人民幣を受け取った収賄罪に問われ、2007年9月23日、無期懲役を言い渡された。
- 上海市労働和社会保障局局長の祝均一は約160万元を受け取った収賄罪、10亿元を職権を乱用して不正融資を行った罪で、2007年9月23日、懲役18年を言い渡された。
- 上海労働和社保局社保基金監管部部長の陸祺衛は100万元を受けとった収賄罪で2007年9月23日、懲役8年を言い渡された。
- 上海明園集団会長の李松堅は5000万元を不正融資された罪、70万元を渡した贈賄罪で、2007年9月23日、懲役3年を言い渡された。
- 上海電気会長の王成明、上海雅苑房地産開発公司会長の厳金宝、上広电房地産公司社長の陸天明のいずれも収賄罪に問われた。王成明は21万元を受け取ったとされる。2007年9月22日初公判が開かれた。
- 上海市委副秘書長、上海市委弁公庁主任の孫路一は500余万元を受け取った収賄罪で、2007年9月25日に懲役15年の実刑判決が確定された。
- 上海市宝山区区長で陳良宇の元秘書であった、秦裕は680万元を受け取った収賄罪で、2007年9月25日、無期懲役の判決を言い渡された。
- 2007年12月20日、木曜日、上海電気集団の元会長の王成明は、執行猶予付の死刑判決を言い渡された。2006年8月に双規を受けた。王成明の共犯である、上海閔華公司会長の厳金宝は無期懲役、上広電房地産公司社長の陸天明は懲役15年の実刑判決が確定。

### 安徽
- 上海国際サーキット場有限公司副社長の郁知非は職務占領罪に問われた[5]。
- 2008年7月9日上海市長寧区区長の陳超賢の裁判は宣城市で開かれた。収賄罪で、懲役13年の実刑判決を受けた。不正蓄財は、人民幣で312万元あまりとされている。判決後、陳超賢は控訴せず判決が確定した[6][7]。

## 処分者
- 2006年7月24日：福禧投資控股公司会長で富豪である、張栄坤が上海社会保障基金の資金を不正融資を受けた疑いが浮上
- 2006年8月9日：上海電気集団有限公司執行役員、副社長の韓国璋が調査対象となる。
- 2006年8月9日：上海労働・社保局社保基金監管処処長の陸祺衛、上海社会保障局長の祝均一が不正融資をした疑いで調査を受ける
- 2006年8月10日：上海沸点投資発展有限公司、福禧投資控股有限公司、昆山福禧現代工業園区建建設発展有限公司の全資産を凍結
- 2006年8月11日：上海市第十二届人大常委会第29次会議で、祝均一の免職が決定された
- 2006年8月14日：祝均一が全国人大代表出席資格を無期限で停止。8月27日、全国人大常委会が正式発表
- 2006年8月14日：上海証券取引所は、上海電気の株式上場を停止
- 2006年8月15日：上海電気（集団）総公司会長・党委書記、上海電気有限公司首席執行、会長兼代表取締役王成明が調査を受ける
- 2006年8月24日：上海市宝山区区委副書記、区長の秦裕が事件に関与した疑いで調査を受ける。7月、上海市委、市政府弁公庁副主任から区長へ異動したばかりであった
- 2006年8月25日：新聞の《中国証券報》が中共中央紀委が調査団を派遣したと報じる
- 2006年9月24日：中共中央は中央政治局委員、上海市委書記の陳良宇が厳重違反のため調査対象とすることを決定した
- 2006年9月28日：元中共上海市委副秘書長、市委弁公庁主任の孫路一が事件の取調べを受ける
- 2006年9月28日：上海市人民政府は、上海電気総公司元党委書記、会長王成明、中国華聞投資有限公司元原副社長、上海新黄浦有限責任公司元党委書記、社長の呉明烈の二人を上海市人大代表の職務を免職とした
- 2006年10月12日：国家統計局局長の邱暁華を免職。19日、国家統計局のスポークスマンが上海社保資金案で中央紀委が調査を進めていることを明らかにした
- 2006年10月22日：新華社は張栄坤を逮捕したと報じた。この事件での初めての逮捕者となる
- 2006年10月24日：上海市人民政府のスポークスマンは、德新社、朝日新聞等のマスメディアに上海市国資委主任の凌宝亨、副主任の呉鴻玫の二人が調査対象となっていることを明らかにした
- 2006年11月3日：上海市委常委、組織部長、国資委党組書記の姜斯憲が事件の責任を取らされ海南省副省長へ降格異動となったが、2014年1月、母校である上海交通大学党委書記に就任した
- 2006年11月4日：上海市長寧区区長の陳超賢が重大な紀律違反をした疑いで調査対象となる
- 2007年1月：上海市市委秘書長の范徳官が事件に関与した疑いで取調べを受ける。范徳官は陳良宇とは密接な関係であった
- 2007年5月21日：新華社は陳超賢、凌宝亨、上海国際サーキット場経営発展有限公司の社長である郁知非を党籍剥奪と免職にしたと報じた[8] 。
- 2007年6月2日：中共中央政治局常委、国務院副総理の黄菊が北京市内の人民解放軍の病院で膵臓癌のため死亡した[9]。
- 2007年7月18日：黄菊の前秘書であった王維工が逮捕された[10]。
- 2007年7月26日：中共中央政治局が、陳良宇の党籍剥奪・一切の公職を免職とし、刑事処分手続き行うことを決定。[11]
- 2008年4月11日：元上海市委書記・陳良宇の判決公判が天津市第二中級人民法院で行われ、収賄罪、職権乱用罪で懲役18年の実刑判決が言い渡された[12]。
- 2008年7月9日：元上海市長寧区区長・陳超賢は収賄罪で、懲役13年の実刑判決を受けた[7]。